# Vladlen Joertsjenko
Vladlen Joertsjenko (Oekraïens: Владлен Юрійович Юрченко) (Mykolajiv, 22 januari 1994) is een Oekraïense voetballer die doorgaans als offensieve middenvelder speelt. Hij verruilde Sjachtar Donetsk in juli 2014 voor Bayer Leverkusen.

## Clubcarrière
Bayer Leverkusen nam Joertsjenko op 27 juni 2014 bevestigde over van Sjachtar Donetsk, waarbij hij een tweejarig contract ondertekende. Hij debuteerde op 24 september 2014 in de Bundesliga voor de club, tegen FC Augsburg. Hij viel die dag na de rust in voor Hakan Çalhanoğlu. Bayer Leverkusen won de wedstrijd met het kleinste verschil dankzij een doelpunt van Son Heung-min in de eerste helft.

## Interlandcarrière
Joertsjenko kwam uit voor diverse Oekraïense nationale jeugdelftallen. In 2014 debuteerde hij voor Oekraïne –21.